# Igualapa
Igualapa es una localidad del estado mexicano de Guerrero. Es la cabecera del municipio de Igualapa.

## Toponimia
El nombre «Igualapa» proviene de los términos en náhuatl: ihualli, mensajero; apan, río. Su significado es «río de los mensajeros».

## Demografía
| Gráfica de evolución demográfica |
|                                  |

| Censo | Población |
| ----- | --------- |
| 1900  | 1 612     |
| 1910  | 1 796     |
| 1921  | 1 074     |
| 1930  | 1 238     |
| 1940  | 1 406     |
| 1950  | 1 439     |
| 1960  | 1 623     |
| 1970  | 1 697     |
| 1980  | 1 799     |
| 1990  | 2 197     |
| 2000  | 2 542     |
| 2010  | 2 856     |
| 2020  | 3 110     |